# SEED (音楽ユニット)
SEED（シード）は九州出身の4人組からなるダンスボーカルグループである。2004年6月、福岡県久留米市のダンススクール「MMA（マジソンミュージックアカデミー）」のレッスン生で結成。avex trax所属。2007年4月以降、活動を休止した模様。

## メンバー
- 葉月 （HAZUKI、1991年7月21日 - ） 福岡県北九州市出身
- 紅美 （KURUMI、1991年6月20日 - ） 宮崎県宮崎市出身
- 梨子 （RIKO、1992年2月3日 - ） 福岡県久留米市出身
- 真菜 （MANA、1991年1月15日 - ） 佐賀県佐賀市出身

### 活動休止後の活動
- 真菜 - SUPRE★POWERに“yang”の名前で加入。2012年脱退。

## ディスコグラフィー

### シングル
「CDのみ」と「CD+DVD」の2形態でリリース。
1. Shiny Day （2005年11月2日）九州限定発売
  1. Shiny Day （第16回全九州選抜高等学校バレーボール大会イメージソング）
  2. Reflection
2. like the Wind （2006年7月26日）
  1. like the Wind （モダンい草プロジェクトテーマソング）
  2. STAY GOLD
3. JOY （2006年10月25日）
  1. JOY
  2. tamago

### アルバム
「CDのみ」と「CD+DVD」の2形態でリリース。
- BLOOMIN' （2006年11月22日）
  1. like the Wind
  2. Rise & Set
  3. Why on earth -RIKO-
  4. Reflection
  5. 悔しいけど大好き -HAZUKI-
  6. Shiny Day
  7. True Song -MANA-
  8. JOY
  9. Let it go -KURUMI-
  10. My love

### 企画アルバム
- Girl's BOX 〜Best Hits Compilation〜 （2005年3月16日）
"Rise & Set"収録。
- Girl's BALLAD Best -tear drops- （2007年3月7日）
"My love"収録。